# Charlie Vickers
Charlie Vickers (Melbourne, 24 oktober 1992) is een Australisch acteur.

## Biografie
Vickers werd geboren in de Australische stad Melbourne en groeide op in Geelong. Hij behaalde een diploma aan de RMIT Universiteit en na zijn afstuderen in 2018 werd hij gecast voor een rol in de televisieserie Medici, waarin hij de rol van Guglielmo Pazzi speelde. Een jaar later werd hij gecast voor de rol van Halbrand in de Amazon Prime-serie The Rings of Power.

## Filmografie
- 2018: Medici – Guglielmo Pazzo
- 2019: Palm Beach – Dan
- 2020: Death in Shoreditch – Andrew
- 2022: The Lord of the Rings: The Rings of Power – Halbrand / Sauron
- 2022: The Lost Flowers of Alice Hart – Clem Hart